# Șaria
Șaria (în arabă: شريعة — Shari'a) este denumirea unei legislații islamice, inspirată:
- pe de-o parte din prescrierile Coranului, conform tradiției istorice (sunită sau șiită) și, în cadrul acestei tradiții, conformă tradițiilor juridice majoritare ale fiecărei țări. Pentru:

1. sunism – malikită, șafeită, hanbalită sau hanafită;
2. șiism – alevită, alauită, isnașarită, druză, ismaelită sau zaidită; și
3. ibadism.

- pe de altă parte din Sunna (tradiție inspirată din povestirile despre viața profetului Mahomed și a tovarășilor săi, povestiri denumite Hadith).

Șaria se constituie în secolele VII și VIII d.H., odată cu extinderea califatului Omeiad, primul stat islamic din lume.

## Denumire
Dat fiind că limba română poate reda  ش arab (precum și שׁ idiș și ebraic sau ш chirilic) prin "ș", denumirea legii islamice în românește poate fi Șaria, un nume arab (الـشَّـرِيعَـة  cu articol Aș-Șaria) corect transcris. 
În afara cuvintelor din limbi scrise în alfabetul chirilic, potrivit cu recomandările Academiei Române, numele proprii străine se scriu cu ortografia limbilor respective, atunci când acestea folosesc alfabetul latin sau au transcipții latine oficiale.
De aceea sunt frecvent folosite formele Shariah, Sharyy'ah sau Shari'a, care reprezintă transcrieri ale cuvântului الـشَّـرِيعَـة în limba engleză, cea mai răspândită limbă scrisă în alfabetul latin. 
Transcrierea în limba franceză este Charia, iar în turcă se numește Șeriat.
Studii referitoare la antropologie islamică subliniază faptul că Șaria denumește poruncile lui Allah privind faptele oamenilor.

## Context
În religia musulmană nu există cler hirotonisit de o organizație bisericească. Umma, adică întreaga comunitate a credincioșilor, este instanța care acceptă sau nu ca unul dintre membrii săi să fie recunoscut Imam. Totodată, familiile care afirmă că au strămoși din cea a profetului Mahomet sau din cele ale colaterialilor săi, beneficiază de un prestigiu care le ușurează accesul la funcția de Imam. Imamul nu este un preot, ci un înțelept, un cunoscător și interpret al textelor religioase (care se pot discuta), un orant care cheamă credincioșii la rugăciuni și le ritmează, și un jurist care călăuzește cadiii (judecătorii), alcaizii (primarii), iar mai apoi beii, pașalele, vizirii și chiar sultanii, în așa fel încât hotărârile lor să fie conforme cu Șaria. Astfel, religia musulmană nu se mărginește la credința musulmanilor, ci organizează, prin Șaria, și viața lor zilnică, astfel că în țările majoritar musulmane, unora dintre credincioși le este greu să admită secularismul, adică să asculte de legi neinspirate din religie. Pe de altă parte, religia musulmană admite ca Șaria să le fie aplicată numai musulmanilor sau celor care au păgubit un musulman, pe când ceilalți credincioși, sau necredincioșii, pot, într-o oarecare măsură, trăi după propriile lor legi, separat de Uma (conform principiului despărțirii denumit „miliet, evreii și creștinii având, pe deasupra, statutul de dhimmi, adică de minoritate ocrotită, deoarece au ca și musulmanii, „Cărți sfinte”).

## Probleme de aplicare
Șaria acoperă toate aspectele vieții, de la guvernarea unei țări sau teritoriu (sfera politică) până la viața cea mai intimă a individului (sfera privată), trecând prin viața comunităților și organizarea lor (sfera socială). Șaria a fost inițial unica sursă dreptului tuturor țărilor arabe și musulmane. Ulterior, evoluția istorică, tehnologică și politică a necesitat introducerea multor legi sau aspecte juridice diferite de Șaria, ale cărei prescrieri datează de acum mai bine de un mileniu, fiind adaptate societăților și tehnologiilor de atunci. Reformele lui Mustafa Kemal Atatürk, constituțiile, mai ales cele de orientare așa-zis laică (guvernele baasiste din Siria și Irak, de exemplu, sau statele o perioadă declarate "socialiste" ale Magrebului), au secularizat în parte legislația, dar, între timp, juriștii religioși, în frunte cu cei de la Universitatea Islamică Al Azhar din Cairo (Egipt) și cu cei din Iran pentru șiiți, au făcut un efort considerabil pentru a adapta Șaria lumii moderne, transformând-o într-un instrument de luptă ideologică și politică împotriva secularizării. Eforturile lor (cuvântul Djihad înseamnă exact "efort" mai degrabă decât "război sfânt" cum este adesea tradus) au determinat întoarcerea multor țări cu majoritate musulmană, dacă nu direct la Șaria, cel puțin la reintroducerea precizărilor izvorâte din Șaria în legislație. Practica și interpretarea acestei surse însă, diferă considerabil de la o țară la alta și este obiectul unor lupte politice crâncene, fie între liberali și rigoriști cum este cazul în Tunisia sau în Egipt (liberalii militând pentru a aplicare suplă și facultativă, rigoriștii pentru o aplicare strictă și obligatorie a precizărilor inspirate din Șaria), fie între suniți și șiiți cum este cazul în Irak sau în Pakistan.
Există felurite școli și mișcări în cadrul Islamului care permit diferite grade de flexibilitate a Șariei (adică de liberă interpretare a fiecărui credincios), unele mai suple, altele mai riguroase, dar niciuna nu permite ateismul nici apostazia, pedepsite de către Șaria cu moartea. Din acest motiv, unii reformatori cum a fost Mustafa Kemal Atatürk au estimat că numai secularizarea constituției, statului și legilor poate asigura deplina libertate de conștiință pentru toți cetățenii și celelalte libertăți civile. În credința islamică, Șaria este socotită ca revelată divin, "dictată" de însuși Dumnezeu pantru a ocroti credința, viața, cunoașterea, moștenirea și averea fiecărui musulman. În teorie, ea ar trebui să fie suficientă pentru orice situație, dar în practică, printr-un efort hermeneutic modernizator, ea se poate exprima generând un sistem de legi care să nu fie rigid, așa cum sugerează, de exemplu, ultimul raport din seria Programului Națiunilor Unite pentru Dezvoltare - PNUD - (care aparține de Consiliului social și economic al Națiunilor Unite) referitor la Lumea arabă. Această interpretare suplă corespunde în parte cu școala juridică tradițională hanafită din sunism, și cu mai multe tendințe din șiism, de exemplu alevismul sau ismaelismul.
Se pot decela anumite constante ale gândirii juridice islamice, care traversează atât timpul cât și spațiul/frontierele de stat. Explicația acestui fenomen unificator stă în unicitatea sursei (Coranul, Tradiția) care stă la baza viziunii juridice a Șariei. Deși aceasta din urmă este interpretabilă și modernizabilă, cum s-a precizat mai sus, ea comportă totuși anumite linii directoare greu de adus la zi, o dovadă fiind și dificultățile majore cu care se confruntă toate statele islamice în procesul lor de modernizare și democratizare. Dificultățile provin din faptul că textul coranic a apărut într-un context tribal, iar societatea care a zămislit civilizația islamică a fost mult timp puternic condiționată de reflexele sociale tribale ale beduinilor din deșertul arabic, așa cum Vechiul Testament și societatea care l-a zămislit au fost inițial condiționate de reflexele tribale ale locuitorilor zonelor semi-deșertice din Orientul Mijlociu.
O bună ilustrare a faptului că Șaria există și se impune ca unic izvor care alimentează legislația din toate țările de religie islamică, este, de exemplu, documentul numit "Declarația de la Cairo", inspirat de Universitatea Islamică Al Azhar și adoptată în august 1990 de către reprezentanții oficiali ai tuturor statelor musulmane ale lumii, grupați în organismul numit "Organizația Conferinței Islamice". Scriitorul german de origine turcă Necla Kelek explică că acest document reprezintă o poziție comună a tuturor statelor islamice ale globului, nefiind deci vorba despre o poziție marginală, ci de opinia oficial adoptată de statele musulmane. Ori analiza lui arată că poziția lumii musulmane referitoare la drepturile fundamentale ale omului este una de respingere, deoarece articolul 24 al documentului precizează : "Toate drepturile și libertațile stipulate în această declarație sunt subordonate legii islamice Șaria" iar articolul 25 adaugă: "Șaria este unica sursă de referință pentru interpretarea sau clarificarea oricărui articol al acestei declarații" ceeace în mod practic, este incompatibil cu Declarația Universală a Drepturilor Omului, care stipulează, printre multe alte precizări contrare Șariei, libertatea deplină de a crede sau de a nu crede într-o divinitate, egalitatea între toți credincioșii de orice religie, precum și între credincioși și necredincioși, egalitatea între bărbați și femei, ș.a. Această incompatibilitate aste fățiș exprimată în "Declarația de la Cairo" care afirmă lămurit că "islamul este unica religie adevărată" și că "în principiu nimeni nu are dreptul să suspende sau să-i ignore poruncile, întrucât ele sunt porunci dumnezeiești obligatorii, conținute în cărțile dezvăluite de către Dumnezeu și trimise nouă prin ultimul său profet Muhammad".
Pe planul învățământului, al politicii internaționale și al crimelor împotriva omenirii sau săvârșite prin mijloace tehnologice de asemenea, Șaria nu este compatibilă cu prevederile și organizarea de astăzi, cel puțin judecând după "Declarația de la Cairo" care precizează : "Membrii Organizației Conferinței Islamice reafirmă rolul istoric și civilizator al comunității credincioșilor musulmani ("Umma") pe care Dumnezeu a făcut-o cea mai bună dintre națiuni și care a daruit umanității o civilizație universală și cumpănită" și adaugă în articolul 19 că : "Nu poate exista crimă și astfel nici pedeapsă, decât în măsura în care este prevăzută de Șaria", ori Coranul ne spune, de exemplu (surata 17, versetul 33), că rudele unei victime au dreptul să ucidă autorul crimei, prevedere incompatibilă cu legile unui stat modern, inclusiv majoritar musulman.
În materie de egalitate a sexelor, articolul 6 al declarației de la Cairo prevede că "femeia este egală bărbatului în termeni de demnitate umană": în demnitate însă nu înseamnă și în drepturi, deoarece Coranul prevede (surata 4, versetul 34) că femeile au datoria să fie supuse bărbaților lor, iar aceștia din urmă au dreptul, în caz de comportament necorespunzător, să le bată, iar mai departe (surata 2 versetul 222) spune textual ca bărbatul are un ascendent în materie de drepturi în ochii lui Dumnezeu, în comparație cu femeia.
Astfel se explică faptul că pretutindeni unde religia inspiră încă în mod substanțial legislația, Declarația Universală a Drepturilor Omului nu este corect aplicată, cum se poate observa pe harta sistemelor de justiție în lume.